# Río Iruya
Der Río Iruya, auch Iruya, im Oberlauf Colanzulí genannt, ist ein Fluss im gleichnamigen Departamento Iruya der Provinz Salta im Nordwesten Argentiniens. Er entspringt in den Ausläufern des Berges Cerro Morado, bei Abra Laite, ca. 15 km südlich des Dorfes Iruya und mündet 20 km nordwestlich der Stadt San Ramón de la Nueva Orán in den Pescado. Der Iruya ist 125 km lang und hat ein Einzugsgebiet von 3002 km². Er überwindet zwischen Quelle und Mündung einen Höhenunterschied von etwa 3000 Metern.
Der Iruya hat in seinem Verlauf unterschiedliche Namen. Von der Quelle bis zum gleichnamigen Dorf Iruya heißt er Colanzulí, danach wird er Iruya genannt.

## Flusslauf

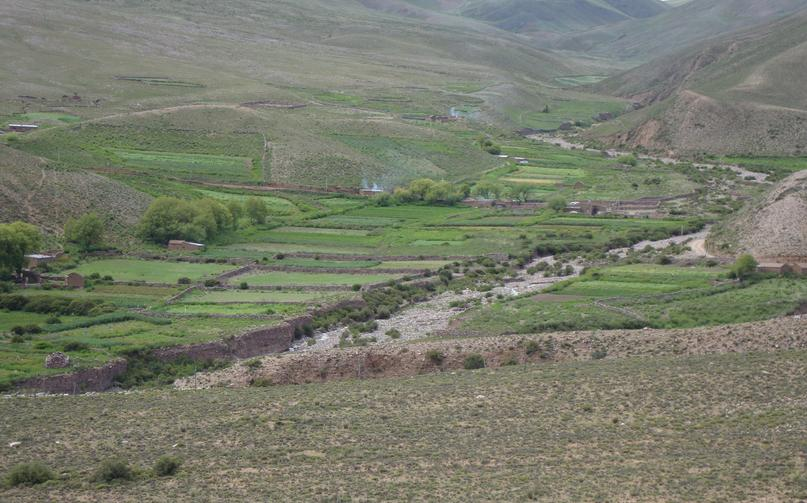
Quelle des Flusses Iruya bei Abra Laite

Auf dem Abschnitt zwischen der Quelle und dem Dorf Iruya wird der Fluss Iruya durch Zuflüsse von den Seitentälern Lacho, Lacho Chico, Caranchi, Pie de la Cuesta, Antigal, Toroyoc, Pamahuaico, Campo Redondo, Campo Corrales, Pueblo Nuevo, El Chorro und Milmahuasi (oder Capilla) gespeist. Etwa 2 km nördlich des Dorfes Iruya mündet von Westen her der San Isidro ein, der bis zu dieser Stelle größte Zufluss. Von dort aus bis zu dem Dorf Las Higueras wird der Iruya hauptsächlich vom Agua Blanca und vom San Juan gespeist, daneben noch von Chañar, Taco Pampa, Corpusito und Chaupi-Higuera.
Im nördlichen Einzugsgebiet stellen der Nazareno (oder Poscaya) und der Vizcarra (oder Bacoya) die stärksten Zuflüsse dar. Der Vizcarra mündet etwa 15 km nördlich von Las Higueras in den Nazareno. Danach erhält der Nazareno Zufluss von Arroyo San Pedro, Mesada Chica, Mesada Grande, Tacupampa, Estanque, Aguanita, Zapallar und Arpero. Das Dorf Las Higueras befindet sich in einem Vulkan, der den Zufluss des Arroyo Higueras formt. Zusammen mit dem Nazareno tritt der Arroyo Higueras an dieser Stelle in den Iruya ein. Danach wird der Iruya von Lopieara und Tarayoc gespeist, in San Antonio von Campo Grande und Cueva del Toro, weiter flussabwärts von Panal, Cebilar, Arroyo Zapallar, Arroyo Sauzalito, Astillerito, Río Monoyoc und Mulular.
In Puesto Rioja münden Río Astillero und Río Cañas in den Iruya. Sie bilden in diesem Abschnitt die größten Zuflüsse. Ab Isla de Cañas wird der Iruya von Río Piedras und Río Negro gespeist. Danach mündet er in den Pescado.

## Wassermenge
Monatliche Durchflussmenge des Iruya (in m³/s)
gemessen bei Anta Muerta, ca. 5 km vor der Mündung in den Pescado, gemittelt über 23 Jahre